# Quisumu (condado)
Kisumu é um distrito (wilaya) que faz parte da província de Nyanza, no Quênia.
Sua capital é a cidade de Kisumu.
Sua população estimada em 1999 era de 504 359 habitantes e de 968 879 habitantes em 2009.